# Katarina Breznik
Katarina Breznik (Lubiana, 19 maggio 1977) è un'ex sciatrice alpina slovena.

## Biografia
La Breznik debuttò in campo internazionale in occasione dei Mondiali juniores di Lake Placid 1994 ed esordì in Coppa Europa il 5 gennaio 1995 a Tignes in discesa libera (64ª). Nel 1996 ai Mondiali juniores di Hoch-Ybrig vinse tre medaglie, l'argento nel supergigante e il bronzo nello slalom gigante e nella combinata; in seguito, il 21 novembre, esordì in Coppa del Mondo, a Park City in slalom gigante senza completare la prova.
Il 25 gennaio 1997 ottenne il miglior piazzamento in Coppa del Mondo, a Cortina d'Ampezzo in supergigante (36ª), e il 25 gennaio 1998 conquistò l'unico podio in Coppa Europa, a Rogla in slalom gigante (2ª). Prese per l'ultima volta il via in Coppa del Mondo il 31 ottobre 1999 a Tignes in slalom gigante, senza completare la prova, e si ritirò al termine di quella stessa stagione 1999-2000; la sua ultima gara fu lo slalom speciale dei Campionati sloveni 2000, disputato l'11 aprile a Krvavec e chiuso dalla Breznik al 15º posto. Non prese parte a rassegne olimpiche o iridate.

## Palmarès

### Mondiali juniores
- 3 medaglie:
  - 1 argento (supergigante a Hoch-Ybrig 1996)
  - 2 bronzi (slalom gigante, combinata a Hoch-Ybrig 1996)

### Coppa Europa
- 1 podio:
  - 1 secondo posto

### Campionati sloveni
- 5 medaglie:
  - 2 ori (combinata nel 1998; combinata nel 2000)[1]
  - 3 bronzi (discesa libera, slalom speciale nel 1998; slalom gigante nel 2000)